# What's New (musikalbum)
What's New är den amerikanska sångerskan Linda Ronstadts tolfte studioalbum, utgivet i september 1983. Albumet utgör det första i en trilogi i ett samarbete med orkesterledaren och arrangören Nelson Riddle. Albumet såldes i 3 miljoner exemplar i USA och nådde tredje plats på Billboard 200.
På skivomslaget ses Linda Ronstadt iförd en överdådig balklänning i tyll och vita operahandskar, liggande på en säng med satin. Hon har tappat sin högra sko.

## Låtlista
| Nr           | Titel                                      | Kompositör                                | Längd |
| ------------ | ------------------------------------------ | ----------------------------------------- | ----- |
| 1.           | What's New?                                | Johnny Burke, Bob Haggart                 | 3:55  |
| 2.           | I've Got a Crush on You                    | George Gershwin, Ira Gershwin             | 3:28  |
| 3.           | Guess I'll Hang My Tears Out to Dry        | Sammy Cahn, Jule Styne                    | 4:13  |
| 4.           | Crazy He Calls Me                          | Carl Sigman, Sidney Keith Russell         | 3:33  |
| 5.           | Someone to Watch Over Me                   | George Gershwin, Ira Gershwin             | 4:09  |
| 6.           | I Don't Stand a Ghost of a Chance with You | Bing Crosby, Ned Washington, Victor Young | 4:06  |
| 7.           | What'll I Do                               | Irving Berlin                             | 4:06  |
| 8.           | Lover Man (Oh Where Can You Be?)           | Jimmy Davis, Jimmy Sherman, Roger Ramirez | 4:18  |
| 9.           | Goodbye                                    | Gordon Jenkins                            | 4:47  |
| Total längd: | Total längd:                               | Total längd:                              | 36:35 |

## Medverkande
- Linda Ronstadt – sång
- Don Grolnick – piano
- Tommy Tedesco – gitarr
- Dennis Budimir – gitarr
- Ray Brown – basgitarr
- Jim Hughart – basgitarr
- John Guerin – trummor
- Plas Johnson – tenorsaxofon
- Bob Cooper – tenorsaxofon
- Chauncey Welsch – trombon
- Tony Terran – trumpet
- Nelson Riddle – arrangemang, dirigent
- Leonard Atkins – konsertmästare
- Nathan Ross – konsertmästare

Produktion
- Peter Asher – producent
- George Massenburg – mixning
- Barbara Rooney – inspelningsassistent, mixningsassistent
- Robert Spano – inspelningsassistent, mixningsassistent
- Doug Sax – mastering
- Gloria Boyce – koordinator
- John Kosh – design
- Ron Larson – design
- Brian Aris – fotografi
- Genny Schorr – klädstylist